# جسير
جسير تصغير (جسر) وقد أقيمت بين جسرين اقامهما الأهالي على الوادي الذي يمر بها (وادي الجيرة) وعرفت باسم (محطة الجسرين) وحرف إلى جسير. وتقع إلى الشمال الشرقي من غزة / وتبعد عنها 35كم وترتفع 100م عن سطح البحر. تبلغ مساحة أراضيها 12361 دونما تحيط بها أراضي قرى صميل، الجلدية، السوافير، وحتا، والفالوجة، وزيتا (الخليل). وقدر عدد سكانها عام 1922 (579) نسمة، وعام 1931 (839) نسمة، أما في عام 1948، فقد بلغ عدد سكانها 1180 نسمة. ويوجد بها جامع، ومدرسة أُنشئت عام 1937، وتضم القرية اثار مباني وفخاريات.

## احتلال القرية
قامت المنظمات الصهيونية المسلحة بهدم القرية وتشريد اهلها البالغ عددهم عام 48 (1369) نسمة وذلك بالعدوان العسكري المباشر بعد انسحاب الجيش المصري عن أرضها بقيادة جمال عبد الناصر وترك الأهالي مجردين أمام الكتيبة الصهيونية التي نفذت جريمة القتل والتطهير العرقي المسماة جفعاتي، وكان ذلك في 1948/07/17م.
كانت جسير إحدى ست عشرة قرية تم احتلالها خلال عملية أن- فار وهي عبارة عن هجوم شن خلال الأيام العشرة الفاصلة بين الهدنتين (8- 18 تموز \يوليو 1948) على الجبهة الجنوبية وكان هدف العملية توسيع رقعة انتشار وسيطرة لواء غفعاتي شرقا وجنوبا. وقد نجحت في طرد السكان من نحو ست عشرة قرية تقع عند ملتقى أقضية غزة والخليل والرملة، منها قرى بركوسيا، تل الصافي، تل الترمس، بعلين، صميل. ويبلغ مجموع اللاجئين من هذه القرية في عام 1998 حوالى (8406) نسمة. أقيمت على أراضيها مستعمرتان هما منوحا عام 1953، وفردوت عام 1968.

## القرية اليوم
ما زال منزل أسمنتي واحد مسطح السقف قائما وسط بستان من الخوخ وهو مدرسة القرية. ولواجهته نافذتان مستطيلتان، ومدخل مستطيل وسطه. ويشاهد حطام المنازل بين الحشائش الطويلة والإعشاب البرية. وثمة الآن مكب للنفايات في الموقع، إضافة إلى بعض الأبنية التابعة لإحدى المستعمرتين المجاورتين. أما الأراضي المجاورة فمزروعة.

## المغتصبات الصهيونية على اراضي القرية
أقيمت مستعمرتان على أراضي القرية وهما: منوحا في سنة 1953، وفردون في سنة 1968. وتحتل هاتان المستعمرتان أيضا, أراضي كانت تابعة لقرية صميل المجاورة.

## أهالي القرية اليوم
يقطن عدد كبير من أهالي قرية الجسير المهدمة اليوم في غزة وفي الأردن وخصيصاً في مدينة ومخيم اربد والرمثا ومادبا وعمان، ويبلغ إجمالي اعداد أبناء قرية الجسير أكثر من 20 الف نسمة.

## أعلامها
- إسماعيل إبراهيم شتات، (28 مايو 1939 - 29 أبريل 2008) شاعر.